# Каракалпакский областной комитет КП Узбекистана
Каракалпа́кский областно́й комите́т КП Узбекиста́́на (до 1936 — Каракалпакский областной комитет ВКП(б)) — орган управления Каракалпакской областной партийной организацией ВКП(б) — КПСС (1925—1991 годы), с 1936 входившей в состав Коммунистической партии Узбекистана.

## История
Комитет образован вместе с образованием Кара-Калпакской автономной областью в 1925 году и просуществовал до упразднения КПСС в 1991 году. Находился до 1929 г. в городе Турткуль, затем переехал в Чимбай, с 20 марта 1932 г. снова Турткуль, и с 15 декабря 1933 до самого дня упразднения заседал в городе Нукус.

## Ответственные секретари Амударьинского обкома
- июнь 1923—1924 — Дроздов, Андрей Алексеев;
- 1924—июль 1924 — Добрый Давид Васильевич;
- июль 1924—октябрь 1924 — Напесов Таджим Напесович (в июле-августе был «и. о.» ответственного секретаря).

## Ответственные секретари Кара-Калпакского обкома
- октябрь 1924—июнь 1925 —Досназаров Аллаяр Коразович
- (октябрь 1924-февраль 1925 — председатель Оргбюро Обкома);
- июнь 1925—сентябрь 1927 — Кудабаев Абу Ержанович;
- сентябрь 1927—апрель 1930 — Варламов Пётр Иванович;
- май 1930—20 марта 1932 — Чурбанов Тимофей Иванович.

## Первые секретари обкома
- 20 марта 1932—апрель 1933 — Чурбанов Тимофей Иванович;
- апрель 1933—апрель 1937 — Алиев Ислам Садыкович (арестован, репрессирован)[1];
- апрель 1937—июль 1937 — Ризаев Давлет (и. о. первого секретаря обкома);
- июль 1937—август 1937 — Саидханов Аббасхан Абдусаидович (и. о. первого секретаря обкома, арестован, репрессирован по сталинским спискам)[2];
- август 1937—октябрь 1937 — Балтаев Карим Б. (и. о. первого секретаря обкома);
- октябрь 1937— июнь 1938 — Павлов, Василий Михайлович(и. о. первого секретаря обкома);
- июнь 1938—апрель 1941 — Халикеев Курбанбай;
- апрель 1941—октябрь 1946 — Камалов Сабир Камалович;
- октябрь 1946—1949 — Сеитов Пиржан;
- 1949—1950 — Камбаров Турсун;
- 1950—январь 1952 — Сеитов Пиржан;
- январь 1952—1956 — Махмудов Арзи;
- 1956—март 1963 — Махмудов Насыр;
- март 1963—13 августа 1984 — Камалов Каллибек;
- 13 августа 1984—26 июля 1989 — Салыков Какимбек;
- 26 июля 1989—18 января 1991 — Ниетуллаев Сагындык Даулятиярович;
- 18 января — 14 сентября 1991 — Даулетбай Шамшетов.